# 厄瑞克忒翁神庙
厄瑞克忒翁神庙（古希腊语：Ἐρέχθειον）是古希腊建筑的杰出代表，也是古雅典最为重要的神庙之一。神庙位于雅典卫城北侧，建于公元前421年至公元前406年，采用的是爱奥尼亚柱式。神庙是为供奉雅典娜、波賽頓和传说中雅典国王厄瑞克透斯而建。

## 历史
今天所看到的神庙建于公元前421年-前406年期间，它的设计者是穆内西克莱斯，神庙得名于传说中古希腊英雄厄里克托尼俄斯的名字。这栋建筑物的雕刻师和石匠是一个名叫菲狄亚斯的人，伯里克利曾雇佣他设计和建造了厄瑞克忒翁和帕提农这两座神庙。还有一些猜测就是神庙是为传说中的厄瑞克透斯国王而建，据说他埋葬的地方就在神庙不远处。厄瑞克透斯在荷马的叙事史诗《伊利亚特》中被提及，他是一位伟大的君王，在古风时期统治着雅典，并且厄瑞克透斯和英雄厄里克托尼俄斯经常被融合为一人。 
神庙曾经作为存放圣物的仓库，作为存储功能来使用是从旧雅典娜神庙那里继承过来的。在拜占庭时期，在厄瑞克忒翁神庙内建造了一座基督教堂，直到十七世纪神庙一直都较好的保存了下来，1687年，威尼斯军队围攻了雅典，同时也给厄瑞克忒翁神庙造成了巨大的损毁。希腊独立战争之后，从建筑物上落下的碎片都被放回到原来的位置，但是无论如何，这座伟大建筑剩下的只是一堆废墟。

## 图展

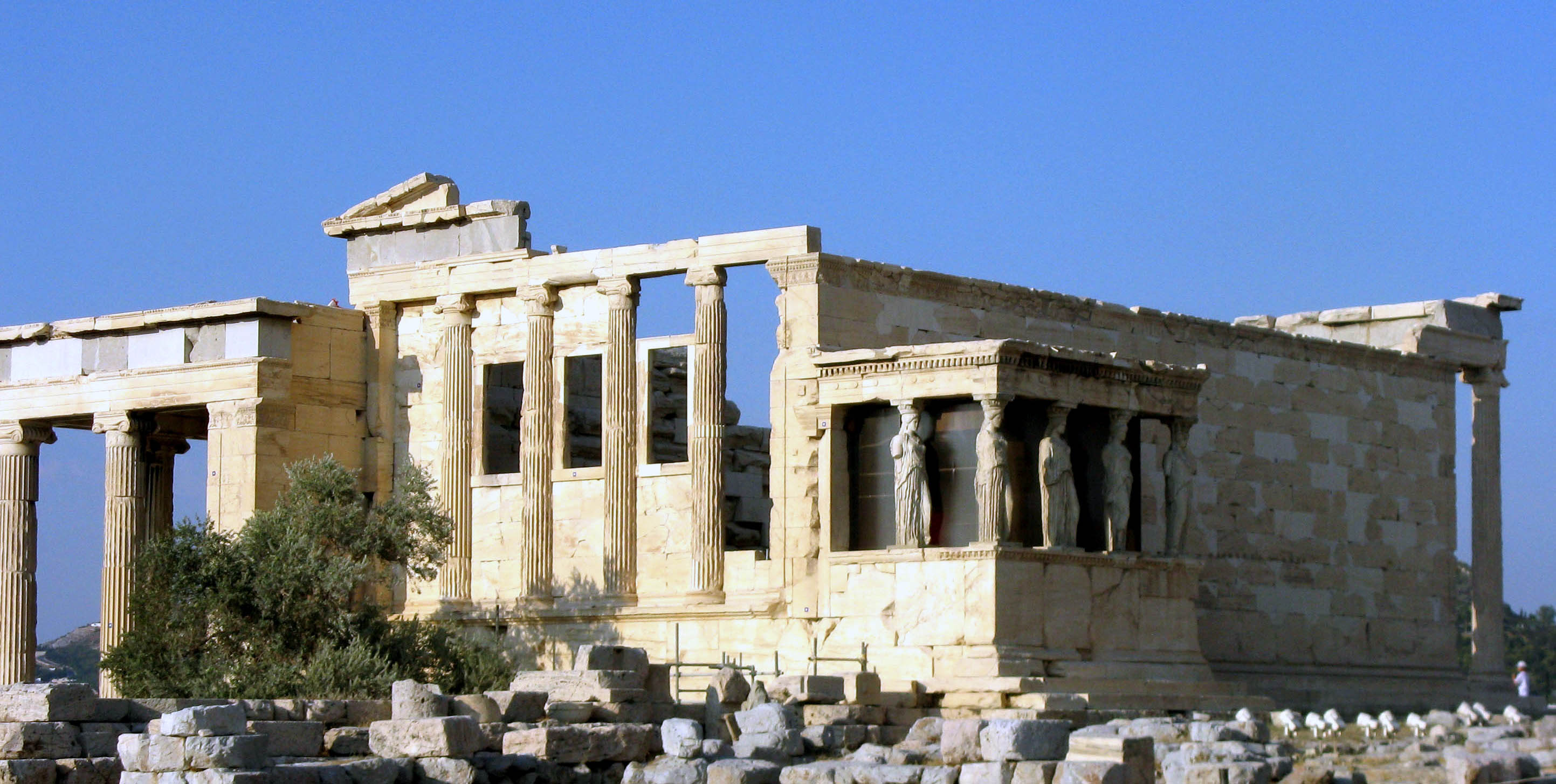
神庙全景
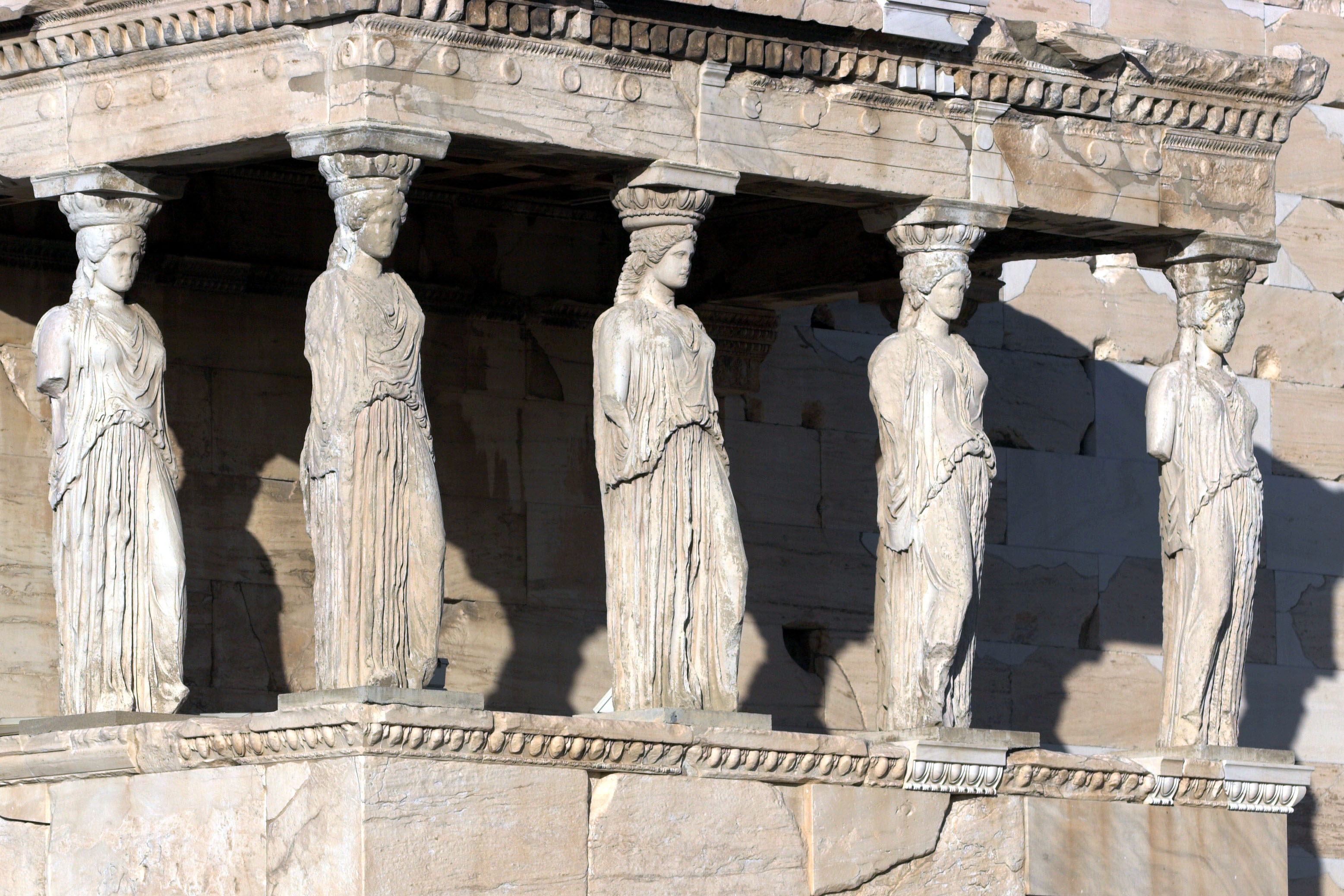
女像柱门廊
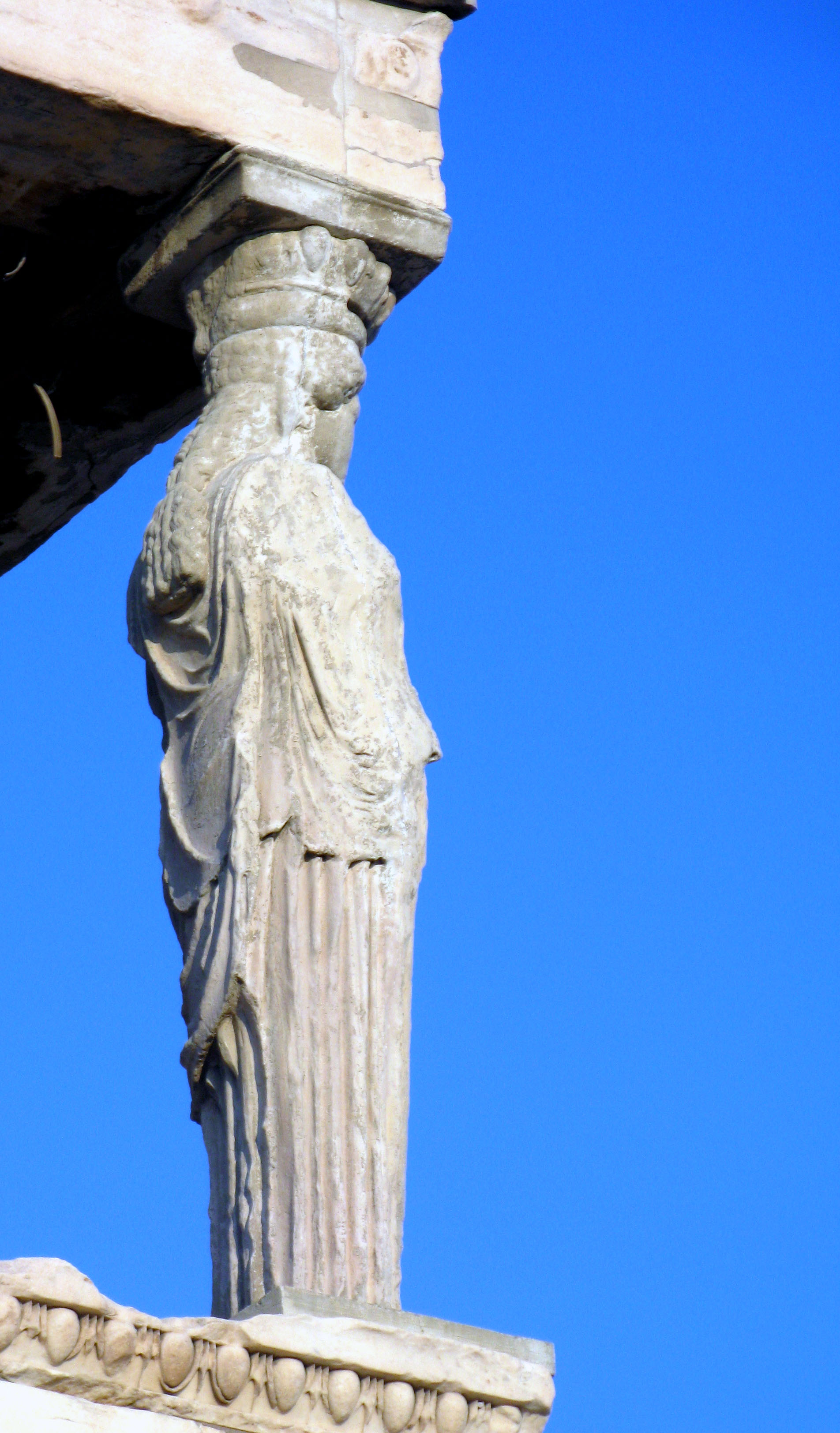
厄瑞克忒翁神庙其中的一个女像柱
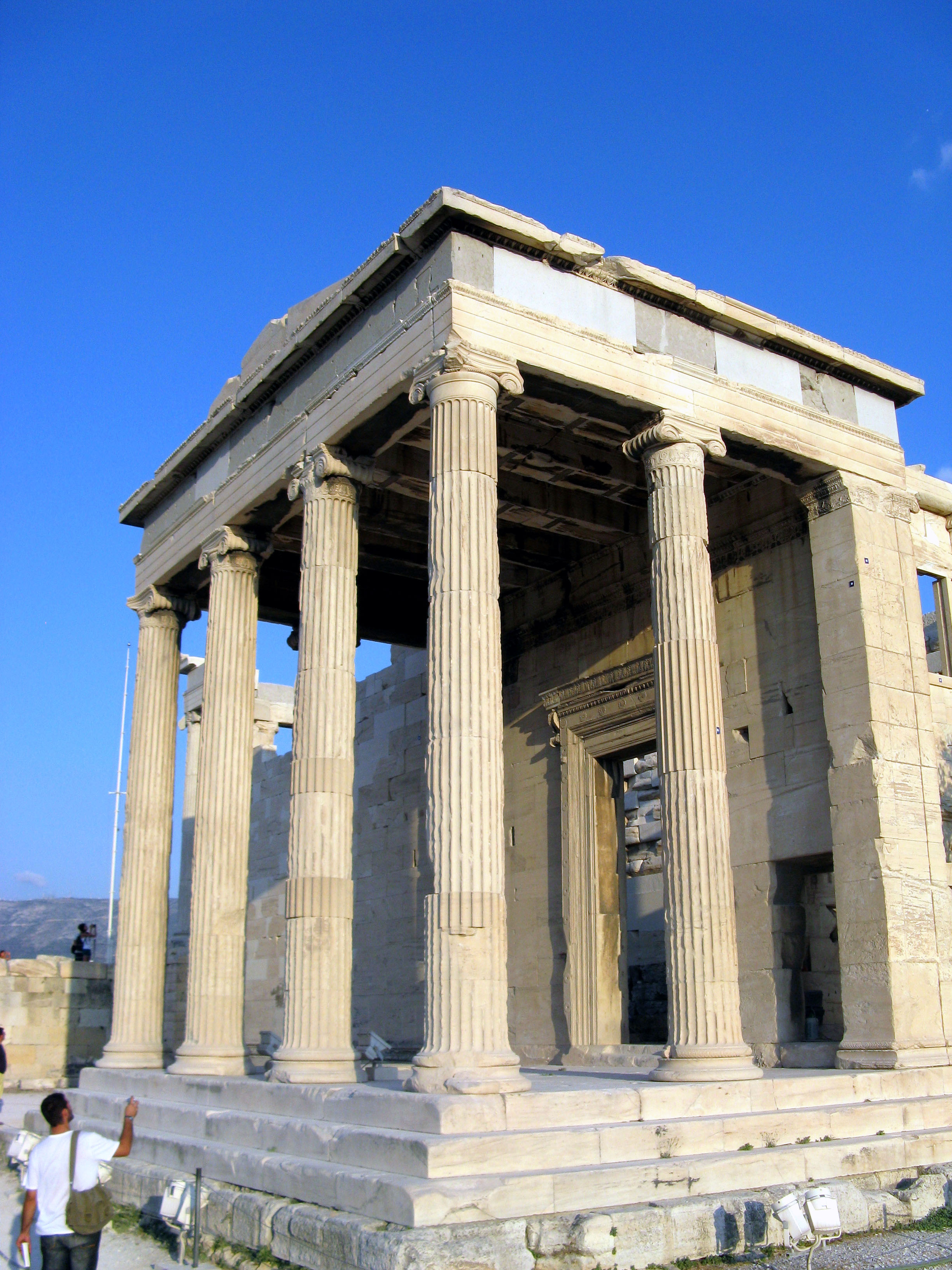
厄瑞克忒翁神庙北门廊爱奥尼亚柱式列柱
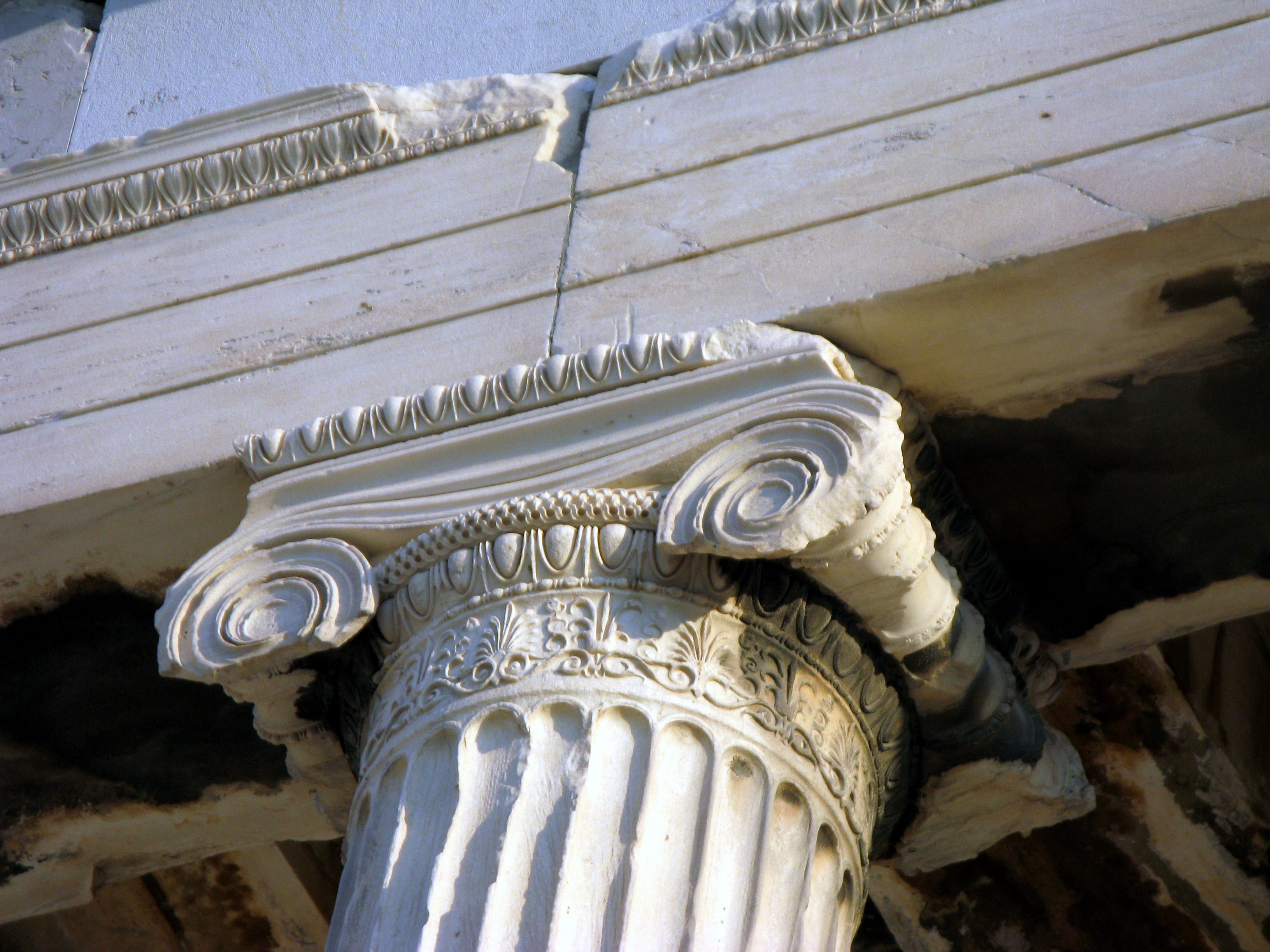
厄瑞克忒翁神庙中的爱奥尼亚柱式列柱

## 文献资料
- Энциклопедический словарь Брокгауза и Ефрона
- Кругосвет

## 引文
1. ↑  Robert Garland. . Cornell University Press. 1992: 175–  [24 July 2012]. ISBN 978-0-8014-2766-4. （原始内容存档于2020-08-01）.